# Louis Améen
Herman Edvard Louis Améen, född 21 juli 1862 i Karlskrona, död 21 januari 1926 i Hedvig Eleonora församling, Stockholm, var en svensk jurist och naturvän. Han var bror till översten Henrik Améen och till generalmajoren John Améen samt måg till landshövding Cornelius Sjöcrona och far till direktör Einar Améen.

## Biografi
Améen avlade hovrättsexamen vid Uppsala universitet 1885, blev vice häradshövding 1888, hovrättsassessor 1895 och revisionssekreterare 1901. Han var häradshövding i Södra Åsbo och Bjäre häraders domsaga 1904–1909. År 1909 utnämndes Améen till justitieråd. Han var ordförande i Svenska naturskyddsföreningen 1909–1917 och i Svenska turistföreningen 1912–1926. Améen blev 1901 bisittare i Norrlandskommittén, och deltog 1919 i utarbetandet av lagarna om naturminnesmärkens fredande och om nationalparkernas status. Améen är begravd på Norra begravningsplatsen utanför Stockholm.

## Utmärkelser
- Kommendör av första klassen av Nordstjärneorden[4]